# NGC 431
NGC 431 es una galaxia lenticular de la constelación de Andrómeda. 
Fue descubierta el 22 de noviembre de 1827 por el astrónomo John Herschel.